# سسک باغی

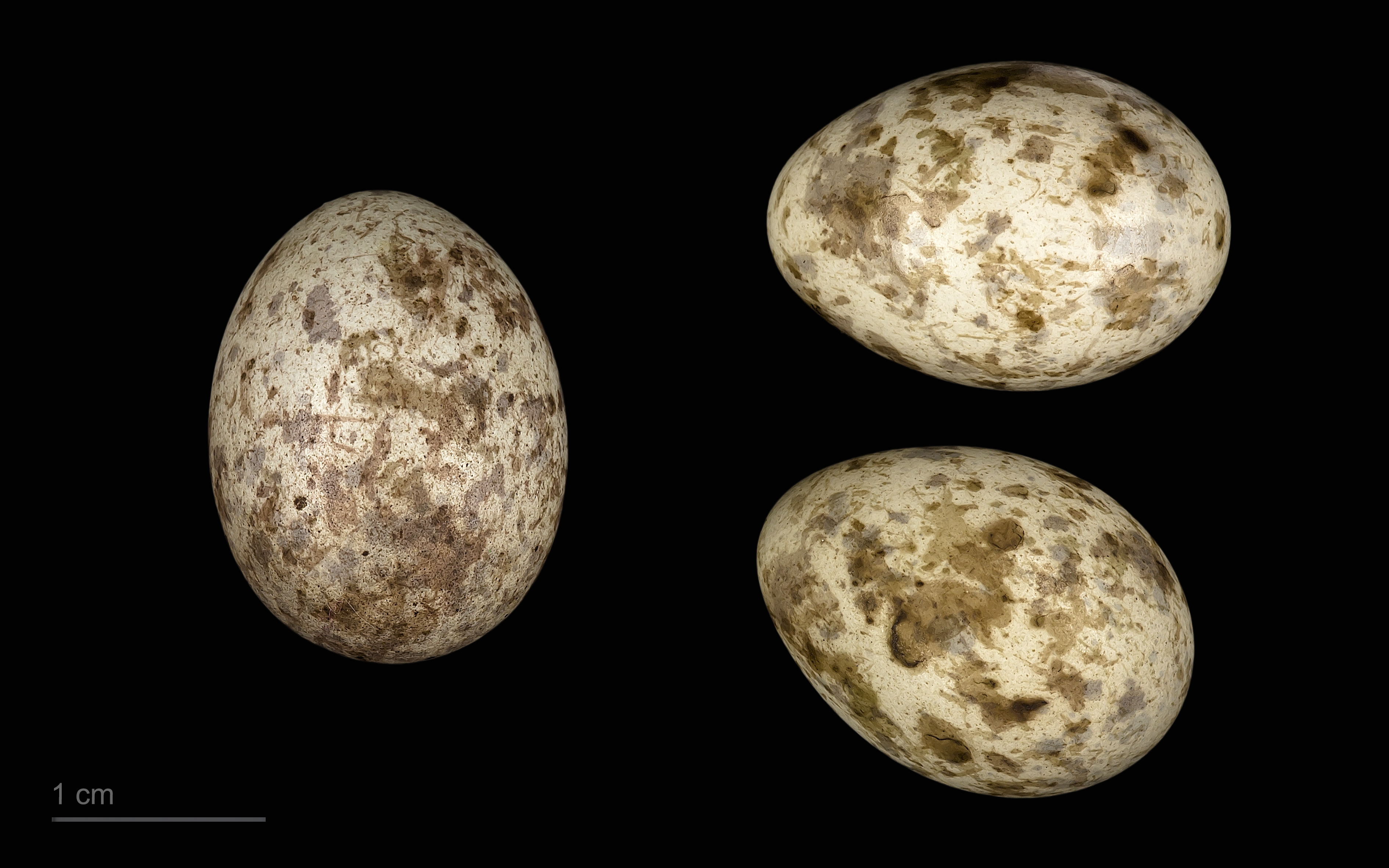
Cuculus canorus canorus + Sylvia borin borin

سسک باغی    یا آلوچه‌خورک (نام علمی: Sylvia borin) گونه‌ای پرنده است از راسته گنجشک‌سانان (Passeriformes)، تیره سسکان (Sylviidae) و سرده سسک‌های نمادین (Sylvia).
سسک باغی گونه‌ای سسک است که در نقاط زیادی از اروپای شمالی و معتدل و غرب آسیا پراکنده است. این پرنده کوچک شاخه‌نشین کاملاً کوچنده است و در آفریقای مرکزی و جنوبی زمستان‌گذرانی می‌کند.
سسک باغی پرنده‌ای است که بیشتر در بیشه‌های پرسایه به سر می‌برد و از پوشش زمین برای لانه‌سازی بهره می‌گیرد. او لانه‌اش را در میان بته‌های کوتاه و خاربنها می‌سازد و ۳ تا ۷ تخم می‌گذارد.
این پرنده در میان سسک‌ها نسبتاً قوی‌جثه است و مانند بیشتر سسک‌ها حشره‌خوار می‌باشد. روتنه آن بیشتر قهوه‌ای-خاکستری و زیرتنهاش سپیدگون است.
آواز آلوچه‌خورک چهچهه دلنوازی است با نغمه‌هایی واضح همانند آواز باسترک سیاه. آواز او شاید با آواز سسک سرسیاه اشتباه گرفته شود ولی از آن آهنگین‌تر است.